# Torrent du Gâ
Le torrent du Gâ est un cours d'eau du département des Hautes-Alpes en région Provence-Alpes-Côte d'Azur, et un affluent droit de la Romanche, donc un sous-affluent du Rhône par le Drac et l'Isère.

## Géographie
Le torrent du Gâ est un torrent qui prend sa source au Pic du Mas de la Grave, dans le secteur de la Côte Rouge à 2 775 m d'altitude  et qui se jette dans la Romanche vers La Grave au lieu-dit L'Oratoire du Crozelet, à 1 355 m d'altitude. Sa longueur est de 9,6 km de long. Une chute le Saut de Pucelle est situé à moins de 600 mètres de la confluence

### Commune et canton traversés
Dans le seul département des Hautes-Alpes, le torrent du Gâ traverse une seule commune : La Grave et donc un seul canton le canton de La Grave, dans l'arrondissement de Briançon.

### Bassin versant
Le torrent du Gâ traverse une seule zone hydrographique La Romanche de sa source au torrent du Ga (W270) de 129 km2 de superficie. Ce bassin versant est constitué à 98,39 % de « forêts et milieux semi naturels », à 1,32 % de « territoires agricoles ».

### Organisme gestionnaire
C'est le syndicat mixte des bassins hydrauliques de l'Isère qui s'occupe de fédérer les aménagements sur la Romanche.

## Affluents
Le torrent du Gâ a onze affluents référencés :
- la torrent de Valfredène (rg),  4,3 km sur les deux communes de Besse (source) et la Grave (confluence), avec un affluent :
  - le torrent de la Côte Rouge (rd), 2 km sur la seule commune de La Grave.
- le ruisseau de Rachas (rd), 4 km sur les deux communes de Besse (source) et la Grave (confluence)
- le torent de l'Infernet (rg), 3,7 km sur la seule commune de La Grave avec un affluent :
  - le torrent du Cognet (rd), 1,1 km sur la seule commune de La Grave
- le torrent de la Courbeille (rg), 2,6 km sur la seule commune de La Grave
- le torrent des Combettes (rd), 1,6 km sur la seule commune de La Grave
- le torrent de la Chabanerie (rg), 2,5 km sur la seule commune de La Grave avec un affluent,
  - le torent de Tirière (rg), 1,4 km sur la seule commune de La Grave
- le torrent de Bernes (rd), 1,2 km sur la seule commune de La Grave
- le torrent de Taud (rg), 1,8 km sur la seule commune de La Grave avec un affluent,
  - le torrent du Gay (rd), 1,1 km sur la seule commune de La Grave
- le torrent de Martignare (rg), 7,2 km sur la seule commune de La Grave
- le torrent de la Chezalette (rd), 1,2 km sur la seule commune de La Grave
- le torrent de Forette (rd), 1 km sur la seule commune de La Grave

Donc son rang de Strahler est de trois